# جاي لوكاس (سياسي)
جاي لوكاس (بالإنجليزية: Jay Lucas)‏ هو سياسي أمريكي، ولد في 11 أغسطس 1957 بكولومبيا في الولايات المتحدة. حزبياً، نشط في الحزب الجمهوري. وقد انتخب عضو مجلس نواب كارولاينا الجنوبية.

## وصلات خارجية
- الموقع الرسمي